# Baja California Sur
Baja California Sur este unul din cele 31 de state federale ale Mexicului. Capitala statului este orașul La Paz.  
1. ↑   https://web.archive.org/web/20100810021435/http://www2.sepdf.gob.mx/efemerides/consulta_efemerides.jsp?dia=8&mes=10 Lipsește sau este vid: |title= (ajutor)